# Plagiochila asplenioides
Plagiochila asplenioides là một loài rêu tản trong họ Plagiochilaceae. Loài này được (L.) Dumort. miêu tả khoa học lần đầu tiên năm 1835.

## Hình ảnh

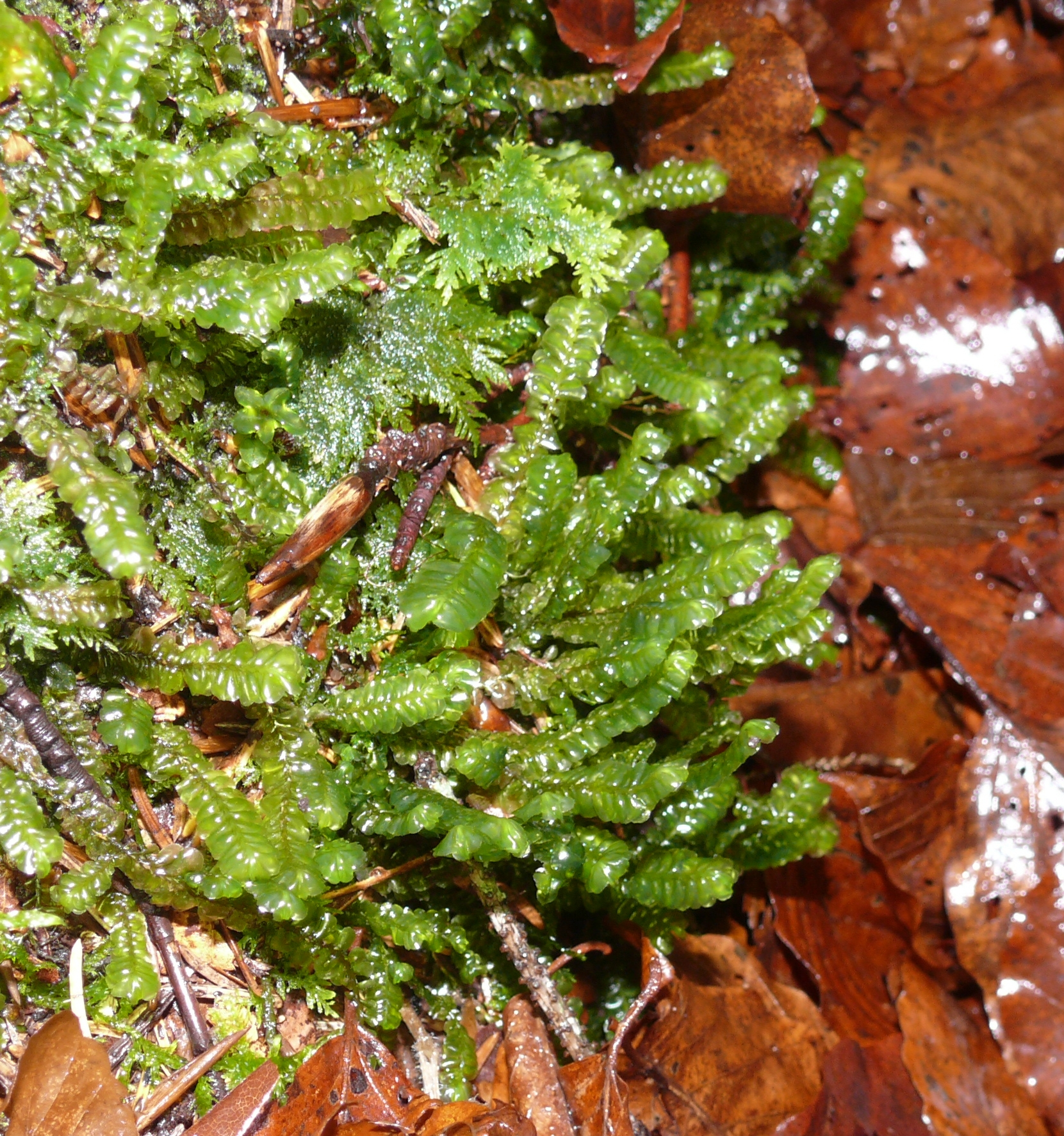
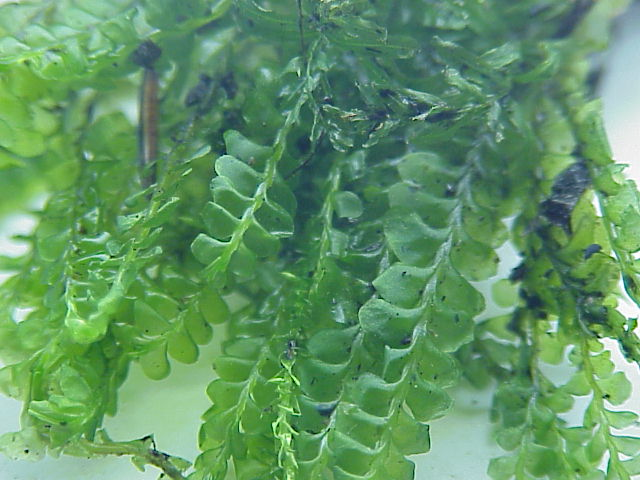
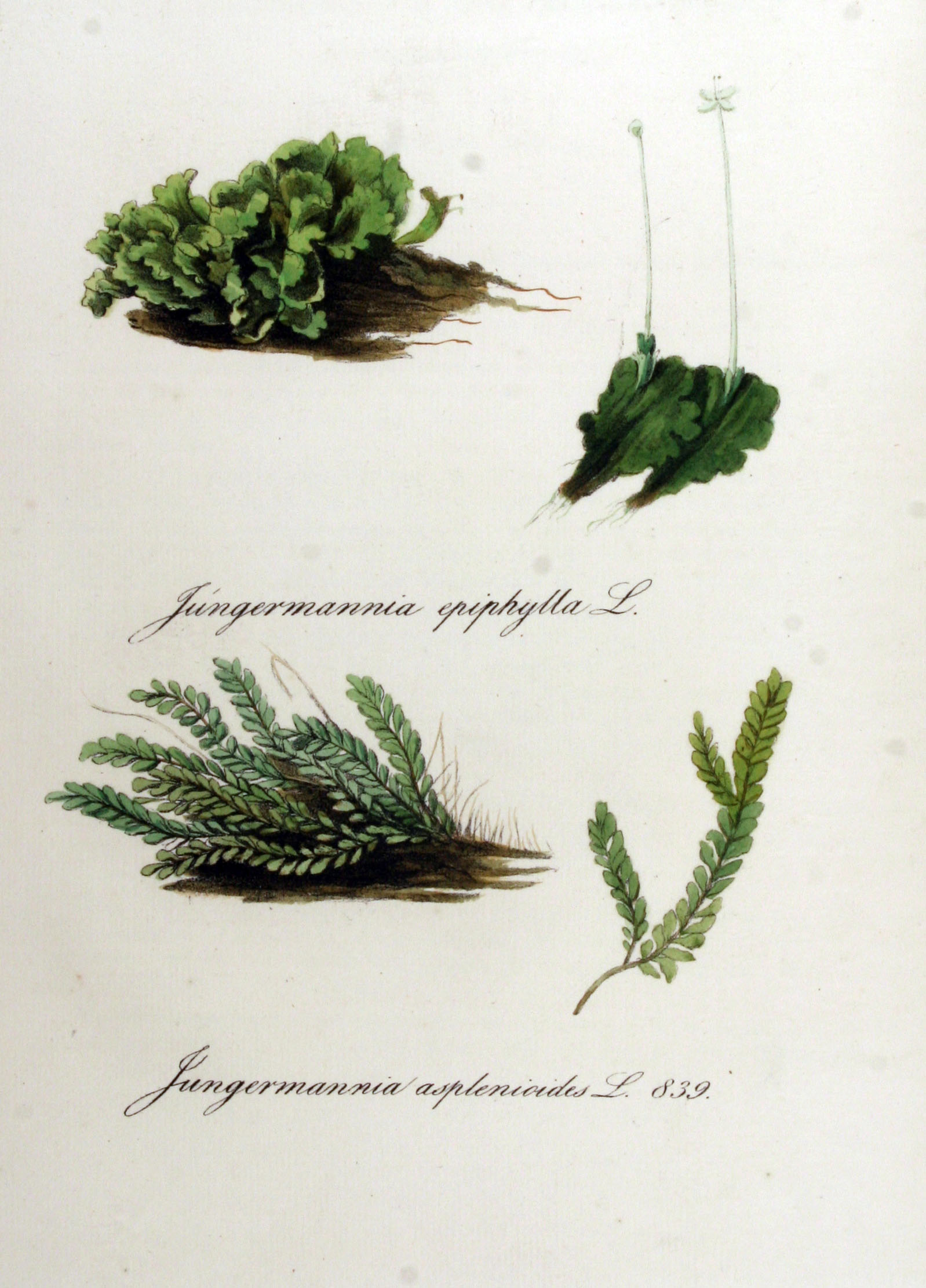
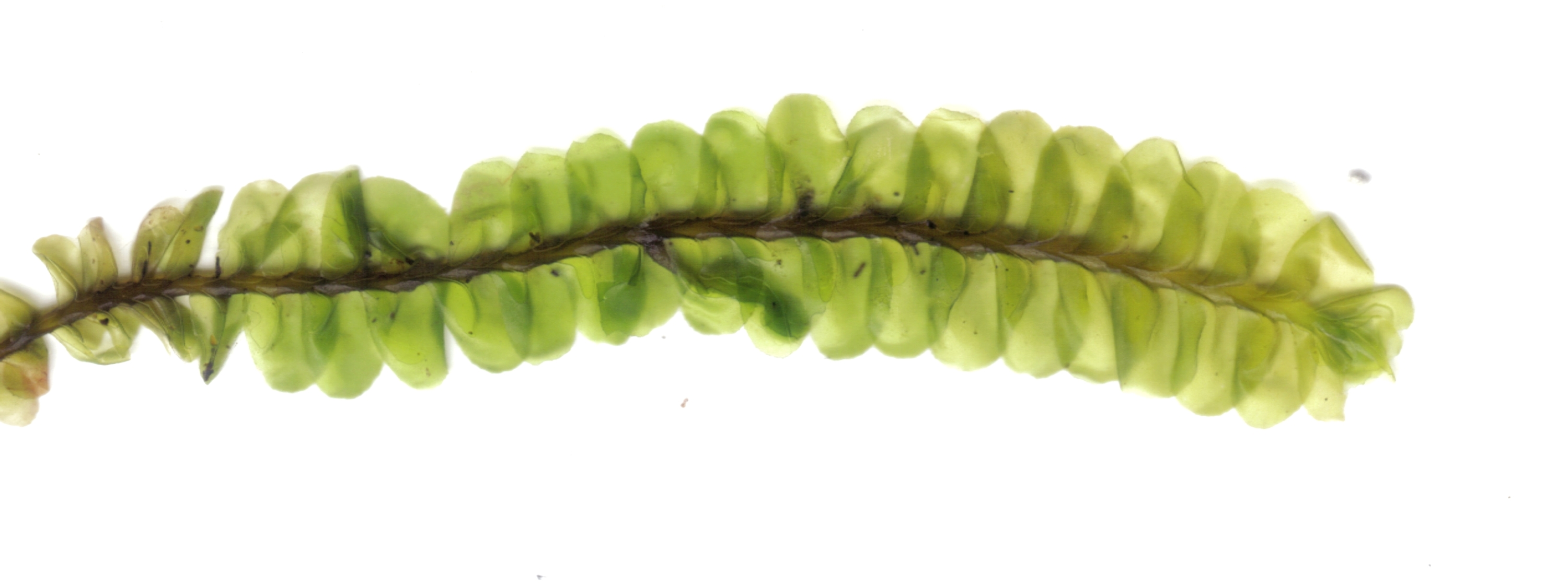